# 瑞士在歐洲青少年歌唱大賽之歷年表現
瑞士在2004年參加了他們唯一一次的歐洲青少年歌唱大賽。歐洲廣播聯盟（EBU）正式會員瑞士广播电视集团（SRG SSR）轄下的瑞士義大利語廣播電視（RSI）負責當年該國的選拔與參賽事宜。瑞士唯一的參賽代表戴米斯·米拉奇（Demis Mirarchi）和他的歌曲〈淘氣鬼〉（Birichino）在18個參賽國中以4分排名第16名。瑞士因財務問題而沒能繼續參賽。

## 歷史
2004年決定參賽時，RSI在最初就因為經費不足而決定派出2002年地方兒童音樂競賽節目《Mara e Meo》的冠軍戴米斯·米拉奇出賽。儘管當時EBU的規則禁止專業歌手進入，但根據RSI的說法，EBU已經給出許可。儘管不負責該國的參賽，瑞士德語廣播電視（SRF）和瑞士法語廣播電視（RTS）用母語評論轉播了比賽。
次年，由於財政困難，RSI宣佈如果沒有瑞士其他廣播公司的參與和SRG SSR的資助，他們將無法參加大賽。RTSI在2016年重申了這一決定。

## 參賽者
以下參賽歌手/團體以及歌曲的中文名稱皆非官方中譯。
| 年份   | 參賽選手                     | 歌曲            | 語言     | 排名 | 得分 |
| ------ | ---------------------------- | --------------- | -------- | ---- | ---- |
| 2004年 | 戴米斯·米拉奇 Demis Mirarchi | 〈淘氣鬼〉 〈〉 | 義大利語 | 16   | 4    |

## 評論員與唱票員
大賽透過官方網站junioreurovision.tv和YouTube在網路上向全世界進行轉播。2015年大賽在官網上的轉播甚至有官網總編路克·費雪（Luke Fisher）和保加利亞2011年歐洲青少年歌唱大賽代表伊凡·伊萬諾夫以英語擔任評論員。SRG SSR每次參賽也會派出自己的評論員去大賽現場來提供國內觀眾法语、德语和義大利語解說，同時也會派出一位唱票員來宣讀瑞士的給分。下表列出自2004年SRG SSR派出的評論員與唱票員。
| 年份          | 放送頻道 | 評論員                                                                          | 唱票員                             |
| ------------- | -------- | ------------------------------------------------------------------------------- | ---------------------------------- |
| 2004年        | SF2      | 德語：羅曼·基爾希斯佩格（Roman Kilchsperger）                                   | 蓋亞·貝爾東奇尼（Gaia Bertoncini） |
| 2004年        | TSR 2    | 法語：瑪麗-特蕾絲·波謝特（Marie-Thérèse Porchet）                               | 蓋亞·貝爾東奇尼（Gaia Bertoncini） |
| 2004年        | TSI 1    | 義大利語：克勞迪歐·拉扎里諾（Claudio Lazzarino）和丹尼爾·勞索（Daniele Rauseo） | 蓋亞·貝爾東奇尼（Gaia Bertoncini） |
| 2005年–2024年 | 沒有轉播 | 沒有轉播                                                                        | 沒有參賽                           |